# Werdau
Werdau è una città di 20 702 abitanti della Sassonia, in Germania.

Appartiene al circondario (Landkreis) di Zwickau (targa Z).
Werdau si fregia del titolo di "Grande città circondariale" (Große Kreisstadt).
A Werdau corre il fiume Pleiße.